# Pardofelis
Pardofelis — рід ссавців родини котових (Felidae). Етимологія: лат. pardus — «пантера», felis — «кіт».
Назва Pardofelis була уперше запропонована російським дослідником і натуралістом Миколою Сєвєрцовим у 1858 році, як родова назва для одного єдиного виду котових, що мешкають в тропічній Азії, мармурової кішки, Pardofelis marmorata. 
Британський зоолог Реджинальд Інес Покок визнав таксономічну класифікацію Pardofelis в 1917 році, як таку, що включає два види: Pardofelis marmorata і Pardofelis badia. Він припустив спорідненість двох видів, тому що їх черепи мають аналогічні характеристики.
До 2006 року таксономічна класифікація Pardofelis як монотипний рід мала широке визнання. Браєн та Джонсон (2007) на основі проб ДНК включили до роду Pardofelis три види: мармурова кішка, P. marmorata, катопума Темінка, P. temminckii, катопума калімантанська, P. badia. Спільний прабатько трьох видів цього роду жив 5,41 мільйонів років тому, спільний предок гнідої та азійської золотистої кішок жив 4 мільйони років тому, ще задовго до того як Борнео (або Калімантан) розділився з островом Суматра, на якому проживає азійська золотиста кішка. Ця таксономічна рекласифікація був прийнята членами Групи фахівців з котів МСОП. Згідно з останньою публікацією Групи фахівців з котів МСОП рід Pardofelis знову містить один вид Pardofelis marmorata, окремо від роду катопума (Catopuma) з двома видами
Філогенетичне древо роду Pardofelis
|  | Pardofelis marmorata                                                  |
|  |                                                                       |
|  | \| \| Catopuma temmincki \| \| \| \| \| \| Catopuma badia \| \| \| \| |
|  |                                                                       |
|  | Catopuma temmincki                                                    |
|  |                                                                       |
|  | Catopuma badia                                                        |
|  |                                                                       |

|  | Catopuma temmincki |
|  |                    |
|  | Catopuma badia     |
|  |                    |